# Cechi
I cechi (in ceco: Češi) sono un popolo slavo occidentale che abita principalmente nei territori della Repubblica Ceca, nell'Europa centrale. Minoranze di cechi abitano anche in Croazia, Slovacchia, Austria, Stati Uniti, Brasile, Canada, Germania, Russia e altre nazioni. Tale popolo parla la lingua ceca, che è strettamente imparentata con la lingua slovacca. 
Così come per gli slovacchi, gli antenati dei cechi sono le tribù slave che abitarono le regioni della Boemia, della Moravia e della Slesia dal VI secolo in avanti.
Tra i re più importanti e influenti che governarono questa regione ci fu Carlo IV (Karel IV), che divenne anche imperatore del Sacro Romano Impero.
Molti eroi, principalmente il riformista religioso Jan Hus e il signore della guerra Jan Žižka, sono considerati eroi nazionali e sulle loro vite esistono molte leggende e storie a livello nazionale.
Esistono anche antiche storie popolari riguardo al popolo ceco, come l'Antenato Čech, che secondo la leggenda portò la tribù dei cechi nella sua terra, oppure quella di Přemysl, l'aratore che diede inizio alla dinastia che governò per 400 anni fino al 1306.
Il popolo ceco è anche molto orgoglioso dei santi di cultura ceca, principalmente San Venceslao, patrono della nazione, San Vito (cui è dedicata la cattedrale di Praga), San Giovanni Nepomuceno, San Procopio, Sant'Adalberto di Praga, Santa Ludmilla e Sant'Agnese di Boemia.

## Cechi famosi
- San Venceslao († probabilmente 935) - principe e patrone della Boemia
- San Giovanni Nepomuceno († 1393) - santo
- Jan Hus (1375-1415) - riformatore, teologo protestante
- Comenio (1592-1670) - insegnante, scrittore, filosofo
- Václav Hollar (1607-1677) - incisore
- Jakub Jan Ryba (1765-1815) - compositore
- Gregor Mendel (1822-1884) - biologo, matematico, monaco agostiniano
- Bedřich Smetana (1824-1884) - compositore
- Antonín Dvořák (1841-1904) - compositore
- Tomáš Garrigue Masaryk (1850-1937) - filosofo, statista
- Alfons Mucha (1860-1939) - pittore
- Ema Destinnová (1878-1930) - cantante (opera lyrica)
- Otto Wichterle (1913-1998) - chimico, inventore (lenti a contatto)
- Emil Zátopek (1922-2000) - atleta (maratoneta)
- Milan Kundera (1929-2023) - scrittore
- Václav Havel (1936-2011) - dissidente, autore drammatico, presidente della Repubblica Ceca
- Jan Kaplický (1937-2009) - architetto (soprattutto a Londra)
- Jaromír Jágr (* 1972) - hockeista
- Zdeněk Zeman (*1947) - allenatore
- Pavel Nedvěd (* 1972) - calciatore
- Petr Čech (* 1982) - calciatore